# Marek Melenovský
Marek Melenovský (* 30. březen 1977, Pelhřimov) je bývalý český hokejový útočník. Většinu kariéry strávil v Jihlavě. Mezi jeho další působiště patřila St. John's, Havířov, Vítkovice, HC Excalibur Znojemští Orli, Třinec, Zlín a Karlovy Vary.
V sezóně 2008/2009 získal s týmem HC Energie Karlovy Vary extraligový titul, v sezóně 2013/2014 zase s PSG Zlín.

## Ukončení kariéry a trenérská práce
Kariéru ukončil po sezóně 2015 - 2016 a začal trénoval mládež v Jihlavě. Od sezóny 2018–2019 začal trénovat klub HC Lední Medvědi Pelhřimov.

## Hráčská kariéra
- 1993/1994 HC Dukla Jihlava (E)
- 1994/1995 HC Dukla Jihlava (E)
- 1995/1996 HC Dukla Jihlava (E)
- 1996/1997 HC Dukla Jihlava (E), St. John's Maple Leafs (AHL)
- 1997/1998 HC Dukla Jihlava (E)
- 1998/1999 HC Dukla Jihlava (E)
- 1999/2000 Havířovská hokejová společnost (E)
- 2000/2001 HC Femax Havířov (E)
- 2001/2002 HC Vítkovice Steel (E)
- 2002/2003 HC Vítkovice Steel (E), HC Excalibur Znojemští Orli (E)
- 2003/2004 HC Oceláři Třinec (E)
- 2004/2005 HC Oceláři Třinec (E)
- 2005/2006 HC Hamé Zlín (E)
- 2006/2007 HC Hamé Zlín (E)
- 2007/2008 HC Energie Karlovy Vary (E)
- 2008/2009 HC Energie Karlovy Vary (E) - Mistr české extraligy
- 2009/2010 HC Energie Karlovy Vary (E)
- 2010/2011 HC Energie Karlovy Vary (E)
- 2011/2012 PSG Zlín (E)
- 2012/2013 PSG Zlín (E)
- 2013/2014 PSG Zlín (E) - Mistr české extraligy
- 2014/2015 HC Dukla Jihlava
- 2015/2016 HC Dukla Jihlava